# Amae
Amae är en japansk term för ett psykologiskt fenomen som, enligt dess akademiska frontfigur, den japanske läkaren och psykoanalytikern,  Takeo Doi (1920- ), har universell giltighet. 
Amae har sitt ursprung i det intransitiva verbet amaeru, ett uttryck för det behov som utvecklas hos spädbarnet då denne uppfattar att hon och modern är separata existenser, med andra ord då hon för första gången upplever skillnaden mellan subjekt och objekt. Den psykiska smärta som separationen med modern orsakar lindras genom den närhet som barnet finner i moderns bröst. På svenska är ett antal olika översättningar av amaeru möjliga. I en abstrakt tolkning är amaeru ett uttryck för barnets vilja att "tillåta sig moderns eftergivenhet". I vardagligt tal skulle detta vara att "lirka med modern". Handlingen amaeru har i sin enklaste form betydelsen "att luta/trycka sig mot". Ett talande exempel på hur verbet amaeru realiseras kan således även ses i kattens beteende när denne till synes helt anspråkslöst och utan ögonkontakt kommer fram och stryker sin kropp mot den betraktande människans ben. 
Den psykologiska effekten hos individen som fenomenet ger upphov till beskrivs av Doi: "Amae är en ständigt verkande kraft som strävar efter att lindra den smärta som separationen (med modern) orsakat". 
Då det enligt Doi inte existerar någon "direkt lingvistisk motsvarighet" (i vardagliga, icke-fackliga termer) till amae i något indoeuropeiskt språk, påstår han, på basis av Sapir och Whorfs teorier om lingvistisk relativism att "västerlänningar" - i sitt tänkesätt - inte gör någon åtskillnad mellan det han kallar för "aktivt" och "passivt" älskande. Han exemplifierar med den engelska termen love som både används med en sexuell, "penetrerande" innebörd – i uttrycket "to make love", och enbart som uttryck för "hängivenhet" – "to love (someone)". På samma grund menar Doi att amae-relaterade känslor och behov hos västerlänningen – som trots avsaknaden av verbala uttryck ständigt existerar latent - främst har förenats med skam.
Takeo Dois mest kända verk - Amae no koozoo – gavs ut 1971 (titeln på den engelska översättningen av John Bester är Anatomy of Dependence). Boken blev snabbt en storsäljare i Japan och även i väst har teorierna setts som vägledande för att förstå "japanernas mentalitet". Sedan 1970-talet har Doi gett ut ytterligare ett tiotal böcker om amae-teorierna – den senaste 2005.
I sin bok "The Myth of Japanese Uniqueness" från 1986 utfärdar Peter N. Dale en mycket skarp kritik mot amae-teorin; han hävdar att den endast är en i mängden av alla teorier som blir till uttryck för japansk kulturnationalism, de s.k. nihonjinron (teorier om japaner som "unika i sin unikhet").